# Cupa Poloniei
Cupa Poloniei (în poloneză Puchar Polski) este o competiție eliminatorie pentru cluburile poloneze de fotbal.

## Lista câștigătoarelor
2016
- 1926, Wisła Kraków
- 1951, Ruch Chorzów
- 1952, Polonia Warszawa
- 1954, Gwardia Warszawa
- 1955, Legia Warszawa
- 1956, Legia Warszawa
- 1957, ŁKS Łódź
- 1962, Zagłębie Sosnowiec
- 1963, Zagłębie Sosnowiec
- 1964, Legia Warszawa
- 1965, Górnik Zabrze
- 1966, Legia Warszawa
- 1967, Wisła Kraków
- 1968, Górnik Zabrze
- 1969, Górnik Zabrze
- 1970, Górnik Zabrze
- 1971, Górnik Zabrze
- 1972, Górnik Zabrze
- 1973, Legia Warszawa
- 1974, Ruch Chorzów

- 1975, Stal Rzeszów
- 1976, Śląsk Wrocław
- 1977, Zagłębie Sosnowiec
- 1978, Zagłębie Sosnowiec
- 1979, Arka Gdynia
- 1980, Legia Warszawa
- 1981, Legia Warszawa
- 1982, Lech Poznań
- 1983, Lechia Gdańsk
- 1984, Lech Poznań
- 1985, Widzew Łódź
- 1986, GKS Katowice
- 1987, Śląsk Wrocław
- 1988, Lech Poznań
- 1989, Legia Warszawa
- 1990, Legia Warszawa
- 1991, GKS Katowice
- 1992, Miedź Legnica
- 1993, GKS Katowice
- 1994, Legia Warszawa

- 1995, Legia Warszawa
- 1996, Ruch Chorzów
- 1997, Legia Warszawa
- 1998, Amica Wronki
- 1999, Amica Wronki
- 2000, Amica Wronki
- 2001, Polonia Warszawa
- 2002, Wisła Kraków
- 2003, Wisła Kraków
- 2004, Lech Poznań
- 2005, Dyskobolia Grodzisk Wielkopolski
- 2006, Wisła Płock
- 2007, Dyskobolia Grodzisk Wielkopolski
- 2008, Legia Warszawa
- 2009, Lech Poznań
- 2010, Jagiellonia Białystok
- 2011, Legia Warszawa
- 2012, Legia Warszawa
- 2013, Legia Warszawa
- 2014, Zawisza Bydgoszcz[2]
- 2015, Legia Warszawa[3]
- 2016, Legia Warszawa[4]
- 2017, Arka Gdynia
- 2018, Legia Warszawa
- 2019, Lechia Gdańsk
- 2020, Cracovia
- 2021, Raków Częstochowa
- 2022, Raków Częstochowa
- 2023, Legia Warszawa

## Campioni
- www.90minut.pl pl
- www.rsssf.com en